# Sébat
Sébat est une princesse égyptienne, fille de Sésostris Ier. Sa mère est très probablement Néférou III.
Elle a pour frère Amenemhat II et Amenemhat-Ânkh et pour sœurs, Sobeknéferou, Néferou-Ptah et Itakaiet Ire.
Son seul titre connu est « Fille de roi de son corps ». Jusqu'à présent, elle n'est attestée que sur la dalle arrière d'une base de statue trouvée à Sarabit al-Khadim dans le Sinaï. Les statues sont aujourd'hui perdues mais elles représentaient autrefois un faucon, le roi Amenemhat Ier et le roi Sésostris Ier. L'inscription mentionne en haut Amenemhat II et dans un registre inférieur Sésostris Ier, la fille du roi Sébat, la femme du roi Néférou III, Amenemhat Ier et à nouveau Sésostris Ier. D'après ces preuves, Sébat est la fille de Sésostris Ier et Néférou III et la sœur d'Amenemhat II,.